# Ischionodonta
Genre
Ischionodonta est un genre de Coléoptères de la famille des Cerambycidae, comprenant une vingtaine d'espèces originaires des Amériques.

## Liste des espèces
Selon GBIF (27 juin 2021) :
- Ischionodonta amazona (Chevrolat, 1859)
- Ischionodonta brasiliensis (Chevrolat, 1859)
- Ischionodonta colombiana Napp & Marques, 1999
- Ischionodonta earina Napp & Marques, 1998
- Ischionodonta iridipennis (Chevrolat, 1859)
- Ischionodonta lansbergei (Lameere, 1884)
- Ischionodonta mexicana Giesbert & Chemsak, 1993
- Ischionodonta paraibensis Napp & Marques, 1998
- Ischionodonta platensis (Chevrolat, 1859)
- Ischionodonta pustulosa (White, 1855)
- Ischionodonta rufomarginata (Fisher, 1937)
- Ischionodonta semirubra (Burmeister, 1865)
- Ischionodonta serratula Napp & Marques, 1999
- Ischionodonta serripes (Bates, 1872)
- Ischionodonta smaragdina (Martins & Napp, 1989)
- Ischionodonta spinicornis (Zajciw, 1970)
- Ischionodonta torquata (Chevrolat, 1859)
- Ischionodonta versicolor (Chevrolat, 1859)
- Ischionodonta viridinigra Napp & Marques, 1998

## Systématique
Le nom scientifique de ce taxon est Ischionodonta, choisi par l'entomologiste français Auguste Chevrolat, en 1859.
Les genres suivants sont synonymes de Ischionodonta selon GBIF (27 juin 2021) :
- Brachyrhopala Burmeister, 1865
- Brachyrrhopala